# FK Tsarsko Selo Sofia
Maillots
Le Futbolen Klub Tsarsko Selo Sofia (en bulgare : Футболен Клуб Царско Село София), plus couramment abrégé en Tsarsko Selo Sofia, est un club bulgare de football fondé en 2015 et basé à Sofia, la capitale du pays.

## Histoire
Le club est établi au cours de l'été 2015 par Stoyne Manolov, ancien président du CSKA Sofia, en tant que composant d'une nouvelle académie pour les jeunes joueurs de la région. Il est inscrit pour la saison 2015-2016 au sein du groupe Sud-Sofia de la quatrième division bulgare et engage alors Todor Yanchev comme entraîneur. Un partenariat est annoncé avec l'équipe espagnole de Malaga CF en novembre 2015. Yanchev quitte son poste en fin d'année pour entraîner le club du Sofia 2010, tout juste racheté par Manolov avant d'être fusionné avec le Tsarsko Selo.
L'équipe est acceptée au sein de la deuxième division bulgare pour la saison 2016-2017. Après des résultats décevants en début d'exercice, Ianchev quitte définitivement son poste à la fin du mois d'octobre 2016 et est remplacé par Nikola Spasov, qui amène par la suite le club en cinquième position.
Se plaçant parmi les prétendants à la promotion lors de la saison suivante, le Tsarsko Selo doit cependant enregistrer le départ de son entraîneur Spasov au début du mois de janvier 2018, celui-ci rejoignant l'équipe kazakhe du Kyzylzhar Petropavlovsk. Il est alors remplacé par Veselin Velikov, qui est lui-même rétrogradé comme entraîneur-adjoint peu avant la fin de saison tandis que Velislav Voutsov amène l'équipe en troisième position. Se qualifiant ainsi pour les barrages de promotion face au Dunav Ruse, le club échoue cependant à la montée en s'inclinant sur le score de 2-1.
La pré-saison 2018-2019 est marquée par le retour de Nikola Spasov en tant qu'entraîneur principal. Sous ses ordres, le Tsarsko Velo domine largement la deuxième division, terminant premier avec treize points d'avance sur son dauphin le PFK Montana et assurant ainsi la montée en première division pour la première fois de son histoire à l'occasion de la saison 2019-2020.

## Palmarès
| Compétitions nationales                                                                                            |
| --- |
| - Championnat de Bulgarie D2 (1) : - Champion : 2018-19. - Championnat de Bulgarie D4 : - Vice-champion : 2015-16. |

## Personnalités du club

### Présidents du club
- Stoyne Manolov

### Entraîneurs du club
| - Todor Yanchev (28 décembre 2015 - 29 octobre 2016) - Nikola Spasov (29 octobre 2016 - 3 janvier 2018) - Veselin Velikov (3 janvier 2018 - 8 mai 2018) - Velislav Voutsov (8 mai 2018 - 1er juin 2018) | - Nikola Spasov (1er juin 2018 - 4 avril 2020) - Vladimir Vutov (4 avril 2020 - 30 avril 2020) - Liouboslav Penev (30 avril 2020 - ) |